# إديلويس رودريغز
إديلويس رودريغز (بالإيطالية: Edelweis Rodriguez)‏ (26 يونيو 1911 – 22 فبراير 1962) هو ملاكم إيطالي راحل، مثّل بلاده في الألعاب الأولمبية الصيفية 1932.

## روابط خارجية
إديلويس رودريغز على موقع بوكس ريك (الإنجليزية) (registration required)
- إديلويس رودريغز على موقع أوليمبيديا (الإنجليزية)